# Marshal of the Royal Australian Air Force
Marshal of the Royal Australian Air Force (MRAAF) est le grade le plus élevé de la Royal Australian Air Force, créé comme un équivalent direct du grade de Marshal of the Royal Air Force de la Royal Air Force britannique. Il s'agit d'un grade cinq étoiles.
Ce grade n'a été décerné que deux fois, chaque fois à titre honorifique à un membre senior de la famille royale. Le 2 juin 1939, le roi George VI détint ce rang qu'il occupa jusqu'à sa mort en 1952. Deux ans plus tard, en 1954, le prince Philip, duc d'Édimbourg obtint ce grade. Il était présent aux célébrations du 50e anniversaire de la Royal Australian Air Force en mars 1971 en tant que maréchal de la RAAF,; et continua à détenir le grade jusqu'à sa mort en 2021.
Le Marshal of the Royal Australian Air Force est un grade plus élevé que l'Air chief marshal. Il est l'équivalent direct de l'admiral of the fleet de la Royal Australian Navy et du field marshal de l'Australian Army.
L'insigne est composé de quatre bandes bleu clair (chacune sur une bande noire légèrement plus large) sur une bande bleu clair sur une large bande noire.

## Marshals of the Royal Australian Air Force
| Décoration     | Nom                | Naissance        | Décès          | Notes                                               |
| -------------- | ------------------ | ---------------- | -------------- | --------------------------------------------------- |
| 2 juin 1938    | George VI          | 14 décembre 1895 | 6 février 1952 | Roi d'Australie                                     |
| 1er avril 1954 | Philip Mountbatten | 10 juin 1921     | 9 avril 2021   | Prince consort de la reine Élisabeth II d'Australie |